# تونی پالرمو
تونی پالرمو (به انگلیسی: Tony Palermo) زاده شده در سان‌خوزه٬ کالیفرنیا یک نوازنده آمریکایی درام در گروه پاپا روچ است که در سال ۲۰۰۸ به این گروه پیوست.